# 爱德华·康德沃
爱德华·康德沃（法語：Édouard Candeveau，1898年2月11日—1989年11月12日），瑞士男子赛艇运动员。他曾代表瑞士参加1920年、1924年和1928年夏季奥林匹克运动会赛艇比赛，获得一枚金牌和一枚铜牌。